# Didier Défago
Didier Défago (Morgins, Wallis kanton, 1977. október 2. –) olimpiai bajnok svájci alpesisíző.
2003-ban lesiklásban, 2004-ben óriás-műlesiklásban nyert svájci bajnokságot. A világkupában első győzelmét 2002 decemberében szuperóriás-műlesiklásban nyerte. 2009 januárjában egymás után megnyerte a két legendás lesiklóversenyt Wengenben és Kitzbühelben. Erre ezt megelőzően legutóbb 2002-ben volt képes az osztrák Stephan Eberharter, svájciként pedig még 1992-ben Franz Heinzer. 2010 februárjában rendkívül szoros versenyben megnyerte a vancouveri olimpia lesikló versenyét 7 századmásodperccel megelőzve a norvég Aksel Lund Svindalt és 9 századmásodperccel az amerikai Bode Millert.

## Világkupa-győzelmei

### Versenygyőzelmek
| Dátum              | Helyszín    | Szakág                 |
| ------------------ | ----------- | ---------------------- |
| 2002. december 20. | Val Gardena | Szuperóriás-műlesiklás |
| 2009. január 18.   | Wengen      | Lesiklás               |
| 2009. január 24.   | Kitzbühel   | Lesiklás               |